# Gilberto Righi
Gilberto Righi (1937–1999) foi um importante taxonomista de minhocas de São Paulo, Brasil, que ajudou a definir a magnitude da diversidade da fauna do solo de seu país.
Durante mais de 40 anos altamente produtivos como professor e pesquisador da Universidade de São Paulo, Righi publicou mais de 100 artigos científicos, dos quais 85 tratam de taxonomia de minhocas, 5 de fisiologia de minhocas, 5 de ecologia de minhocas e 3 de biogeografia de minhocas. Além disso, ele publicou 16 trabalhos sobre oligoquetas microdrilos e 17 sobre outros grupos de invertebrados, principalmente sobre crustáceos e moluscos. A maior parte do trabalho taxonômico de Righi foi sobre minhocas brasileiras, embora ele também tenha estudado espécies de outros países neotropicais, incluindo minhocas peruanas. Righi foi o autor de uma nova família, 25 novos gêneros e 224 novas espécies de minhocas, sendo a maior parte do Brasil (Fragoso, Brown & Feijoo, 2003).
A vasta coleção de minhocas de Righi, em mais de 1600 recipientes, está depositada na coleção Oligochaeta do Museu de Zoologia da Universidade de São Paulo (Moreno & Mischis, 2003). Além disso, seu material amazônico pode ser encontrado tanto no Instituto Nacional de Pesquisas da Amazônia, em Manaus, quanto no Museu Paraense Emílio Goeldi, em Belém.
Uma bibliografia completa das publicações de Righi sobre minhocas pode ser encontrada em Mischis & Reynolds (1999).
Nas palavras do Dr. Mischis, aluno e colega de Righi: "O professor Gilberto Righi era um homem da ciência que, além de suas realizações no campo científico, era um professor e, acima de tudo, um homem de bondade" (Moreno & Mischis 2003, traduzido).